# Termodinamica stocastica
La termodinamica stocastica è un campo di ricerca emergente in meccanica statistica che usa variabili aleatorie per caratterizzare la dinamica di non equilibrio presente in molti sistemi microscopici come particelle colloidali, biopolimeri (p.es. DNA, RNA e proteine), enzimi, e motori molecolari.

## Sintesi
Quando una macchina microscopica (p.es. un sistema microelettronico) produce del lavoro utile, essa produce altresì del calore e dell'entropia come sottoprodotto del processo, ma si predice anche che potrà di tanto in tanto operare "all'indietro" per brevi periodi di tempo. Questo implica che l'energia termica dell'ambiente verrà trasformata in lavoro utile. Per macchine macroscopiche, questo comportamento costituirebbe una violazione del secondo principio della termodinamica, poiché l'entropia viene a essere consumata piuttosto che prodotta. Il paradosso di Loschmidt recita che in un sistema invariante per inversione temporale, a ogni traiettoria possibile corrisponde una anti-traiettoria che ne è l'immagine per inversione temporale. Dato che l'entropia prodotta dall'anti-traiettoria è uguale in modulo e di segno opposto a quella della traiettoria, ciò implica che ci sono traiettorie possibili del sistema in cui la produzione di entropia è negativa.
Per molto tempo i risultati esatti in termodinamica di non equilibrio riguardavano sistemi retti da equazioni lineari e prossimi all'equilibrio. Ciò lasciava aperte diverse questioni, come la soluzione del paradosso di Loschmidt. Negli ultimi decenni dei nuovi approcci hanno rivelato leggi generali applicabili a sistemi di non equilibrio retti da equazioni non lineari, allargando il campo dei risultati termodinamici esatti dalla risposta lineare alla regione lontana dall'equilibrio. Questi risultati sono particolarmente importanti per sistemi microscopici, che sono caratterizzati da grandi fluttuazioni, tipicamente non gaussiane. Essi riguardano in particolare la distribuzione di probabilità di quantità termodinamiche come il calore scambiato, il lavoro o la produzione d'entropia.
La termodinamica stocastica combina l'energetica stocastica introdotta da Sekimoto (1998) con l'idea che si può assegnare la produzione di entropia a una singola traiettoria del sistema. Fra gli altri risultati essa permette di dare un solido fondamento alla termodinamica dell'informazione.

## Fondamenti

### Energetica stocastica
I concetti termodinamici di calore ceduto a un serbatoio e lavoro compiuto sul sistema sono generalizzati alla singola traiettoria di un sistema termodinamico dall'energetica stocastica introdotta da Sekimoto (1998). Consideriamo un sistema i cui stati discreti sono denotati da {\displaystyle x}. Allo stato {\displaystyle x} corrisponde l'energia {\displaystyle \epsilon _{x}(\lambda )}, dove {\displaystyle \lambda } è un parametro che può essere manipolato. Il sistema evolve secondo un processo di Markov, in cui, ad ogni istante {\displaystyle t}, la probabilità che il sistema passi dallo stato {\displaystyle x'} allo stato {\displaystyle x} in un intervallo di tempo di durata {\displaystyle dt} è pari a {\displaystyle k_{xx'}(\lambda (t))\,dt}. Questo passaggio richiede il trasferimento al serbatoio di calore di una quantità d'energia pari a {\displaystyle \epsilon _{x'}(\lambda (t))-\epsilon _{x}(\lambda (t))}. D'altra parte, se il sistema rimane nello stato {\displaystyle x} in un intervallo di tempo {\displaystyle t_{0}\leq t<t_{1}}, il sistema deve ricevere dall'esterno (sotto forma di lavoro) una quantità d'energia pari a 
{\displaystyle \epsilon _{x}(\lambda (t_{1}))-\epsilon _{x}(\lambda (t_{0}))=\int _{t_{0}}^{t_{1}}dt\;{\frac {d\lambda (t)}{dt}}\,{\frac {\partial \epsilon _{x}(\lambda (t))}{\partial \lambda }}.}
Quindi in una traiettoria {\displaystyle \mathbf {x} =((t_{0},x_{0}),(t_{1},x_{1}),\ldots ,(t_{n},x_{n}),t_{\mathrm {f} })}, dove {\displaystyle x(t)=x_{k}} per {\displaystyle t_{k}\leq t<t_{k+1}}, con {\displaystyle t_{\mathrm {f} }=t_{n+1}}, il calore {\displaystyle {\mathcal {Q}}[\mathbf {x} ]} ceduto al serbatoio è dato da
{\displaystyle {\mathcal {Q}}[\mathbf {x} ]=\sum _{k=1}^{n}\left(\epsilon _{x_{k-1}}(\lambda (t_{k})-\epsilon _{x_{k}}(\lambda (t_{k})\right),}
mentre il lavoro {\displaystyle {\mathcal {W}}[\mathbf {x} ]} compiuto sul sistema è dato da
{\displaystyle {\mathcal {W}}[\mathbf {x} ]=\int _{t_{0}}^{t_{\mathrm {f} }}dt\;{\frac {d\lambda (t)}{dt}}\,{\frac {\partial \epsilon _{x}(\lambda (t))}{\partial \lambda }}.}
Si ha ovviamente {\displaystyle {\mathcal {W}}[\mathbf {x} ]-{\mathcal {Q}}[\mathbf {x} ]=\epsilon _{x_{\mathrm {f} }}(\lambda (t_{\mathrm {f} }))-\epsilon _{x_{0}}(\lambda (t_{0}))}, dove {\displaystyle x_{\mathrm {f} }=x(t=t_{\mathrm {f} })}.

### Entropia stocastica
La relazione di Gibbs esprime l'entropia termodinamica {\displaystyle S} di un sistema in termini dell'entropia di Shannon {\displaystyle H(p)=-\sum _{x}p_{x}\ln p_{x}} della corrispondente distribuzione di probabilità di equilibrio {\displaystyle p_{x}^{\mathrm {eq} }\propto e^{-\epsilon _{x}/k_{\mathrm {B} }T}} sugli stati {\displaystyle x} del sistema (dove {\displaystyle k_{\mathrm {B} }} è la costante di Boltzmann e {\displaystyle T} è la temperatura del serbatoio di calore con cui il sistema è in contatto), ed è data da
{\displaystyle S=k_{\mathrm {B} }H(p^{\mathrm {eq} }).}
Questa relazione può essere generalizzata a un sistema che può trovarsi fuori dall'equilibrio, e tale che la probabilità che il sistema si trovi nello stato {\displaystyle x} all'istante {\displaystyle t} sia data da {\displaystyle p_{x}(t)}. Si ha allora
{\displaystyle S^{\mathrm {sys} }(t)=k_{\mathrm {B} }\,H(p(t)).}
Questa equazione può essere interpretata come la media di una entropia stocastica (Qian(2002) e Seifert (2005)) {\displaystyle {\mathcal {S}}_{x}(t)}, data da
{\displaystyle {\mathcal {S}}_{x}(t)=-k_{\mathrm {B} }\,\ln p_{x}(t).}
Questo permette di associare ad ogni singola traiettoria {\displaystyle \mathbf {x} } del sistema una produzione di entropia ben definita, data da
{\displaystyle {\mathcal {S}}^{\mathrm {tot} }[\mathbf {x} ]=\Delta {\mathcal {S}}^{\mathrm {sys} }[\mathbf {x} ]+\Delta {\mathcal {S}}^{(\mathrm {r} )}[\mathbf {x} ]={\mathcal {S}}_{x_{\mathrm {f} }}^{\mathrm {sys} }(t_{\mathrm {f} })-{\mathcal {S}}_{x_{0}}^{\mathrm {sys} }(t_{0})+{\frac {{\mathcal {Q}}[\mathrm {x} ]}{T}}.}

### Inversione temporale
Se la dinamica del sistema, descritto da un processo di Markov con tasso di transizione dato da {\displaystyle k_{xx'}(\lambda )} deve avere come distribuzione di equilibrio la distribuzione di Boltzmann {\displaystyle p_{x}^{\mathrm {eq} }\propto e^{-\epsilon _{x}(\lambda )/k_{\mathrm {B} }T}}, il tasso di transizione {\displaystyle k_{x'x}(\lambda )} da {\displaystyle x} a {\displaystyle x'} è collegato a {\displaystyle k_{xx'}(\lambda )} dalla relazione di bilancio dettagliato
{\displaystyle {\frac {k_{xx'}(\lambda )}{k_{x'x}(\lambda )}}=e^{(\epsilon _{x'}(\lambda )-\epsilon _{x}(\lambda ))/k_{\mathrm {B} }T}.}
Questa relazione esprime il fatto che, all'equilibrio, per ogni coppia di stati {\displaystyle (x,x')}, il numero medio di transizioni da {\displaystyle x'} a {\displaystyle x} in un dato intervallo di tempo è esattamente uguale al numero medio di transizioni da {\displaystyle x} a {\displaystyle x'} nello stesso intervallo. Supponiamo ora che il parametro {\displaystyle \lambda } venga manipolato, durante un intervallo di tempo {\displaystyle t_{0}\leq t\leq t_{\mathrm {f} }} mediante un protocollo prescritto {\displaystyle \mathbf {\lambda } (t)}. Per ogni traiettoria {\displaystyle \mathbf {x} =x(t)}, {\displaystyle t_{0}\leq t\leq t_{\mathrm {f} }}, denotiamo con {\displaystyle {\widehat {\mathbf {x} }}} la sua inversa temporale, definita da {\displaystyle {\widehat {x}}(t)=x({\widehat {t}})}, dove {\displaystyle {\widehat {t}}=t_{0}+t_{\mathrm {f} }-t}, e con {\displaystyle {\widehat {\mathbf {\lambda } }}} il protocollo inverso definito da {\displaystyle {\widehat {\lambda }}(t)=\lambda ({\widehat {t}})}. Si ha allora
{\displaystyle {\frac {P_{\mathrm {F} }[\mathbf {x} ]}{P_{\mathrm {B} }[{\widehat {\mathbf {x} }}]}}=e^{{\mathcal {S}}^{\mathrm {tot} [\mathbf {x} ]}/k_{\mathrm {B} }},}
dove {\displaystyle P_{\mathrm {F} }[\mathbf {x} ]} (dove "F" sta per "forward", cioè "in avanti") è la probabilità di avere la traiettoria {\displaystyle \mathbf {x} } con il protocollo {\displaystyle \mathbf {\lambda } (t)} e {\displaystyle P_{\mathrm {B} }[{\widehat {\mathbf {x} }}]} (dove "B" sta per "backward", cioè all'indietro) è la probabilità di avere la traiettoria inversa  {\displaystyle {\widehat {\mathbf {x} }}} con il protocollo inverso {\displaystyle {\widehat {\mathbf {\lambda } }}}. In questo modo la produzione di entropia è quantitativamente collegata con la violazione dell'inversione temporale. Questa relazione può essere generalizzata ad altra forme di rottura dell'equilibrio termodinamico, come per esempio quelle collegate al fatto che il sistema sia in contatto con più serbatoi. La presente derivazione è stata proposta da Crooks (1999).
Da questa relazione discendono i risultati fondamentali della termodinamica stocastica, quali il teorema di fluttuazione e l'uguaglianza di Jarzynski. 

## Principali risultati

### Teorema di fluttuazione
La soluzione matematica del paradosso di Loschmidt è data dal teorema di fluttuazione (FT), che costituisce una generalizzazione del secondo principio della termodinamica. Questo risultato mostra che, aumentando le dimensioni di un sistema o seguendone l'evoluzione per tempi più lunghi, le traiettorie che consumano entropia diventano progressivamente sempre più improbabili, e permettono così di recuperare l'atteso comportamento determinato dal secondo principio.
Questo teorema venne proposto da Evans et al. (1993), e gran parte del lavoro fatto nello svilupparlo ed estenderlo è stato compiuto da teorici e matematici interessati alla meccanica statistica di non equilibrio. Particolarmente importante è la formulazione datane da Gallavotti e Cohen (1995) per gli stati stazionari di non equilibrio.
In uno stato stazionario di non equilibrio, il teorema di fluttuazione è espresso dall'equazione
{\displaystyle {\frac {P({\mathcal {S}}^{\mathrm {tot} }=S)}{P({\mathcal {S}}^{\mathrm {tot} }=-S)}}=e^{S/k_{\mathrm {B} }},}
dove {\displaystyle P({\mathcal {S}}^{\mathrm {tot} }=S)} è la probabilità che la produzione di entropia {\displaystyle {\mathcal {S}}^{\mathrm {tot} }} , in un determinato intervallo di tempo sia pari ad {\displaystyle S}, e {\displaystyle k_{\mathrm {B} }}è la costante di Boltzmann. Questa relazione è stata generalizzata a sistemi che obbediscono a equazioni di Langevin da Kurchan (1998).
Moltiplicando per {\displaystyle P({\mathcal {S}}^{\mathrm {tot} }=-S)} e integrando su {\displaystyle S}, si ottiene il teorema di fluttuazione integrale
{\displaystyle \left\langle {e^{-{\mathcal {S}}^{\mathrm {tot} }/k_{\mathrm {B} }}}\right\rangle =1.}
Da questa relazione, mediante l'uguaglianza di Jensen, si ottiene il secondo principio della termodinamica nella forma 
{\displaystyle \left\langle {{\mathcal {S}}^{\mathrm {tot} }}\right\rangle \geq 0.}
Bisogna però notare che il teorema di fluttuazione integrale implica che la probabilità di ottenere valori negativi della produzione di entropia {\displaystyle {\mathcal {S}}^{\mathrm {tot} }} non può essere nulla, poiché {\displaystyle e^{-{\mathcal {S}}^{\mathrm {tot} }/k_{\mathrm {B} }}<1} quando {\displaystyle {\mathcal {S}}^{\mathrm {tot} }>0}. La relazione di fluttuazione per sistemi descritti da processi di Markov è stata ottenuta da Lebowitz e Spohn (1999). Nel caso di sistemi descritti da equazioni di Langevin essa è dovuta a Kurchan (1998).
La prima osservazione e prova sperimentale del teorema di fluttuazione di Evans è dovuta a Wang et al. (2009).

### Uguaglianza di Jarzynski
L'uguaglianza di Jarzynski (1997) è una relazione che permette di esprimere la differenza di energia libera fra due stati di equilibrio di un sistema termodinamico in funzione della media di una funzione non lineare del lavoro necessario per portare il sistema stesso dal primo al secondo stato mediante un processo di non equilibrio. Essa è espressa dall'equazione
{\displaystyle \left\langle e^{-{\mathcal {W}}/k_{\mathrm {B} }T}\right\rangle =e^{-\Delta F/k_{\mathrm {B} }T},}
dove {\displaystyle {\mathcal {W}}} è il lavoro (fluttuante) compiuto sul sistema nella trasformazione considerata, {\displaystyle T} è la temperatura del serbatoio di calore con cui il sistema è in contatto all'inizio e alla fine della trasformazione, {\displaystyle k_{\mathrm {B} }} è la costante di Boltzmann, {\displaystyle \Delta F} è la differenza d'energia libera fra lo stato termodinamico di equilibrio finale e quello iniziale, e la media è valutata sulle realizzazioni indipendenti dello stesso processo. Questa relazione è una conseguenza di una relazione più generale ottenuta da Crooks (1999) che esprime, in analogia con il teorema di fluttuazione, il rapporto delle probabilità {\displaystyle P_{\mathrm {F} }({\mathcal {W}}=W)} che il lavoro fluttuante {\displaystyle {\mathcal {W}}} sia pari a {\displaystyle W} in una determinata manipolazione, e la probabilità {\displaystyle P_{\mathrm {B} }({\mathcal {W}}=-W)} che esso sia pari a {\displaystyle -W} nella manipolazione inversa. Questa relazione è espressa dall'equazione
{\displaystyle {\frac {P_{\mathrm {F} }({\mathcal {W}}=W)}{P_{\mathrm {B} }({\mathcal {W}}=-W)}}=e^{(W-\Delta F)/k_{\mathrm {B} }T}.}
Questo risultato si può ottenere dalla relazione presentata più sopra sfruttando la relazione
{\displaystyle T\,{\mathcal {S}}^{\mathrm {tot} }[\mathbf {x} ]={\mathcal {W}}[\mathbf {x} ]-\Delta F,}
valida per ogni traiettoria {\displaystyle \mathbf {x} } quando la manipolazione {\displaystyle \lambda } comincia e termina all'equilibrio, e sommando su tutte le traiettorie che hanno un fissato valore {\displaystyle W} di {\displaystyle {\mathcal {W}}}.
Queste relazioni, insieme con un ulteriore perfezionamento dovuto a Hummer e Szabo (2001) si sono dimostrate molto utili per determinare il paesaggio d'energia libera delle biomolecole. Esse sono gli esponenti più noti di una classe di risultati esatti validi per sistemi di non equilibrio manipolati da forze dipendenti dal tempo. Analogamente all'uguaglianza di Jarzynski, che mette in relazione stati di equilibrio,  si ha la relazione di Hatano-Sasa (2001), che mette in relazione diversi stati stazionari di non equilibrio. Si mostra che anch'essa è un caso particolare di una relazione più generale.